# Brandon Medders
Brandon Edward Medders (né le 26 janvier 1980 à Tuscaloosa, Alabama, États-Unis) est un ancien lanceur de relève droitier au baseball. 
Il évolue dans la Ligue majeure de baseball avec les Diamondbacks de l'Arizona de 2005 à 2008 et pour les Giants de San Francisco de 2009 et 2010.

## Carrière
Brandon Medders est repêché en 8e ronde en 2001 par les Diamondbacks de l'Arizona.
Rappelé des ligues mineures par les Diamondbacks en cours de saison 2005, il fait son entrée dans les majeures le 20 juin et lance dans 27 parties, totalisant 30 manches et un tiers au monticule. Il affiche une moyenne de points mérités remarquable de 1,78 et est crédité de la victoire dans 4 de ses 5 décisions.
En 2006, il apparaît dans 60 parties pour l'Arizona, présentant une fiche victoires-défaites de 5-3 avec une moyenne de 3,64.
Moins efficace et moins utilisé au cours des deux saisons suivantes, Medders est laissé de côté par les Diamondbacks. Il est invité au camp d'entraînement des Giants de San Francisco et amorce la saison 2009 avec le club. À sa première année en Californie, il lance dans 61 parties, présentant une moyenne de points mérités de 3,01 avec 5 victoires contre une seule défaite. Utilisé en courte relève le 26 août face à son ancienne équipe, les D-Backs, il enregistre son premier sauvetage en carrière.
Son dernier match dans les majeures est joué le 19 mai 2010 avec San Francisco. Medders termine sa carrière avec une moyenne de points mérités de 3,61 en 234 manches et deux tiers lancées au total en 210 parties dans les majeures. Il compte 16 victoires, 7 défaites, un sauvetage et 175 retraits sur des prises.